# Verton
Verton is een gemeente in het Franse departement Pas-de-Calais (regio Hauts-de-France). De plaats maakt deel uit van het arrondissement Montreuil. Verton telde op 1 januari 2022 2.557 inwoners.

## Geografie
De oppervlakte van Verton bedroeg op 1 januari 2022 11,06 vierkante kilometer; de bevolkingsdichtheid was toen 231,2 inwoners per km².

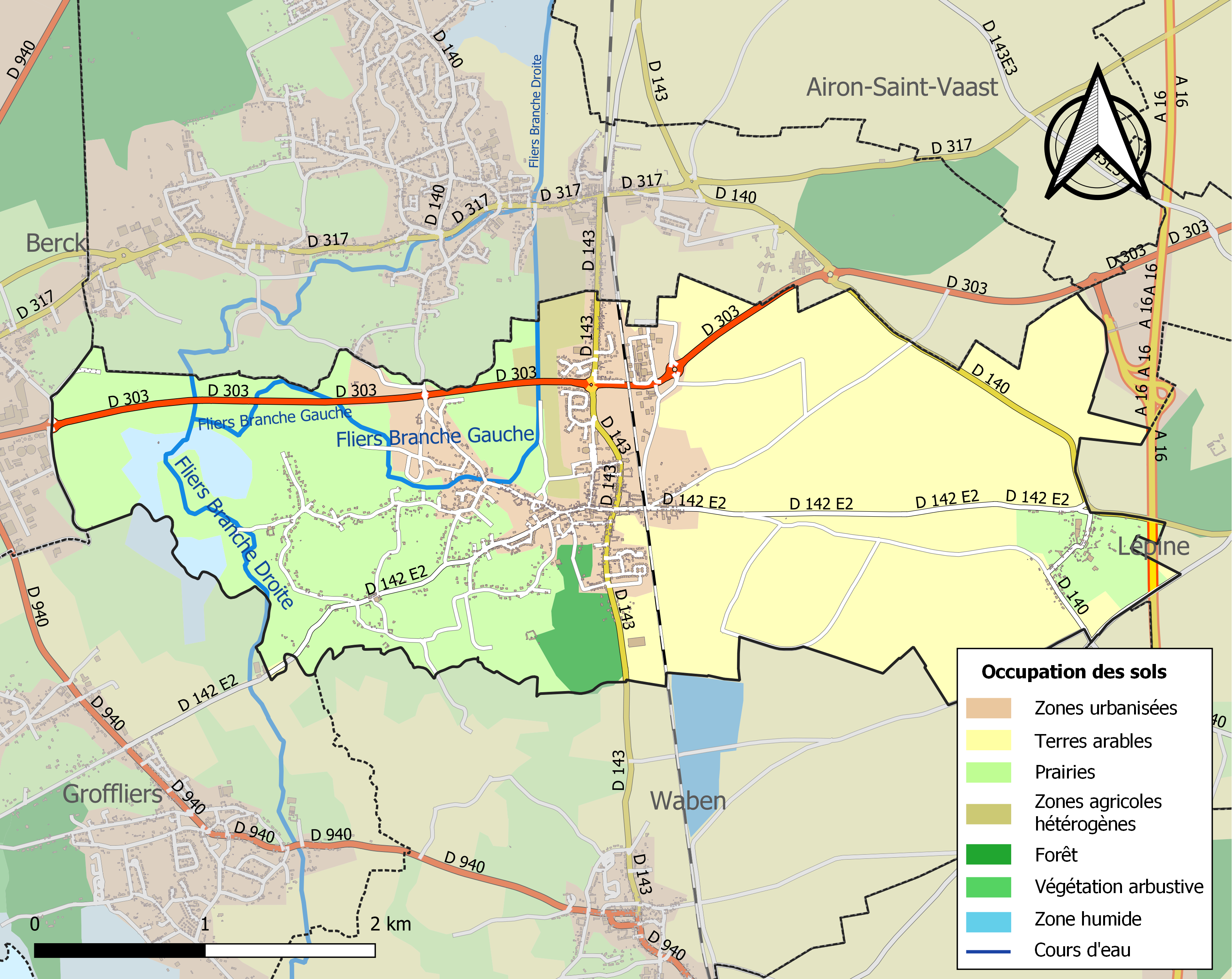
Kaart van de gemeente met de belangrijkste infrastructuur, bodemgebruik en omliggende gemeenten

## Demografie
Onderstaande figuur toont het verloop van het inwonertal (bron: INSEE-tellingen).